# Cziflik (gmina Czeszinowo-Obleszewo)
Cziflik lub Čiflik (maced. Чифлик) – wieś we wschodniej Macedonii Północnej, w gminie Czeszinowo-Obleszewo, niedaleko miasta Koczani.